# Antoine Joseph Garson
Pour les articles homonymes, voir Garson.
Antoine Joseph Garson, né le 4 mars 1803 à Paris et mort le 1er mai 1848 au bagne de Brest, est le principal graveur de « canards » parisien des années 1830.

## Biographie
Issu d’un milieu populaire, Garson grandit dans le quartier parisien de Saint-Jacques, celui des imprimeurs et des imagiers. Ses grands-parents puis ses parents tiennent place Maubert l’hôtel Au Mont Saint-Michel.
En 1824, Garson fait ses débuts comme graveur sur bois chez l’imagier Tautin, 13, rue de la Huchette.
Il s’y spécialise dans l’image d’actualité, que l’on commence alors à appeler « canard » en argot parisien. Si le mot est nouveau, la réalité qu’il désigne est ancienne : dès les débuts de l’imprimerie, au XVe siècle, des « occasionnels » ont raconté couronnements, batailles, crimes, procès, exécutions, apparitions de monstres, catastrophes naturelles et phénomènes célestes, le plus souvent illustrés de gravures de récupération. Jusqu'à l'avènement de la presse de grande diffusion, dans la deuxième moitié du XIXe siècle, les feuilles volantes des occasionnels sont restées le principal moyen de s’informer par écrit dans toute l'Europe – le genre a par ailleurs ses équivalents au Mexique (hojas volantes de José Guadalupe Posada), au Brésil (littérature de cordel), ou encore au Japon (nishiki-e-shinbun).
Après une brève période d’inactivité entre 1827 et 1830, Garson revient à la gravure à la faveur de la révolution de 1830. Il travaille plus d’un an pour l’imagier Julienne, puis se met à son compte. Installé au 25 rue de la Huchette (aujourd’hui le numéro 23, occupé par le théâtre de la Huchette) sous le nom de « Garson, fabricant d’images », il y devient le canardier le plus productif de son temps.
Sa prospérité connait toutefois un coup d’arrêt en 1834, après plusieurs mois d’engagement républicain de plus en plus explicite dans ses « canards »”, qui portent l’influence de la Société des droits de l'homme. Contraint à la prudence après l’échec de l’insurrection d’avril 1834, Garson continue à produire à un rythme soutenu des gravures pour des imprimeurs marrons (clandestins), principalement Gambin et Dupont. Les allusions républicaines se font de plus en plus discrètes après l’attentat de Giuseppe Fieschi contre le roi Louis-Philippe, qui sert de prétexte à la loi du 9 septembre 1835 soumettant journaux, caricatures et pièces de théâtre à la censure.
À partir de 1839, son travail se fait plus rare et souvent plus hâtif dans l’exécution. En aout 1841, il est arrêté avec l’imprimeur marron Grossteite pour contrefaçon du timbre royal nécessaire aux documents officiels. Il est acquitté faute de preuves, mais est à nouveau arrêté en septembre 1842 pour une autre affaire de contrefaçon, celle d’un billet de 500 francs. Cette fois-ci, l’affaire lui vaut une condamnation à huit ans de travaux forcés. Il meurt à l’hôpital du bagne de Brest le 1er mai 1848.

## Œuvres

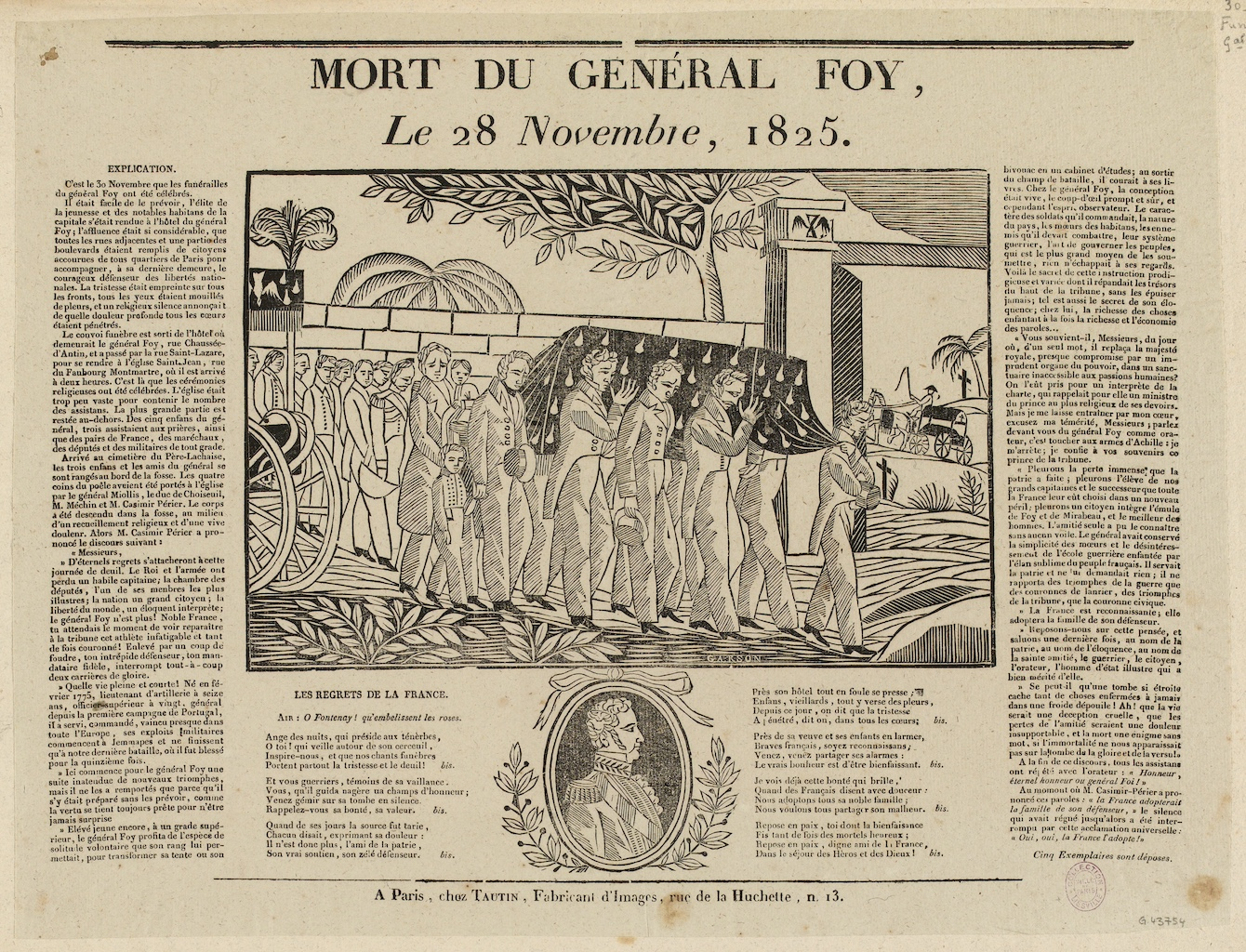
Mort du général Foy (1825)
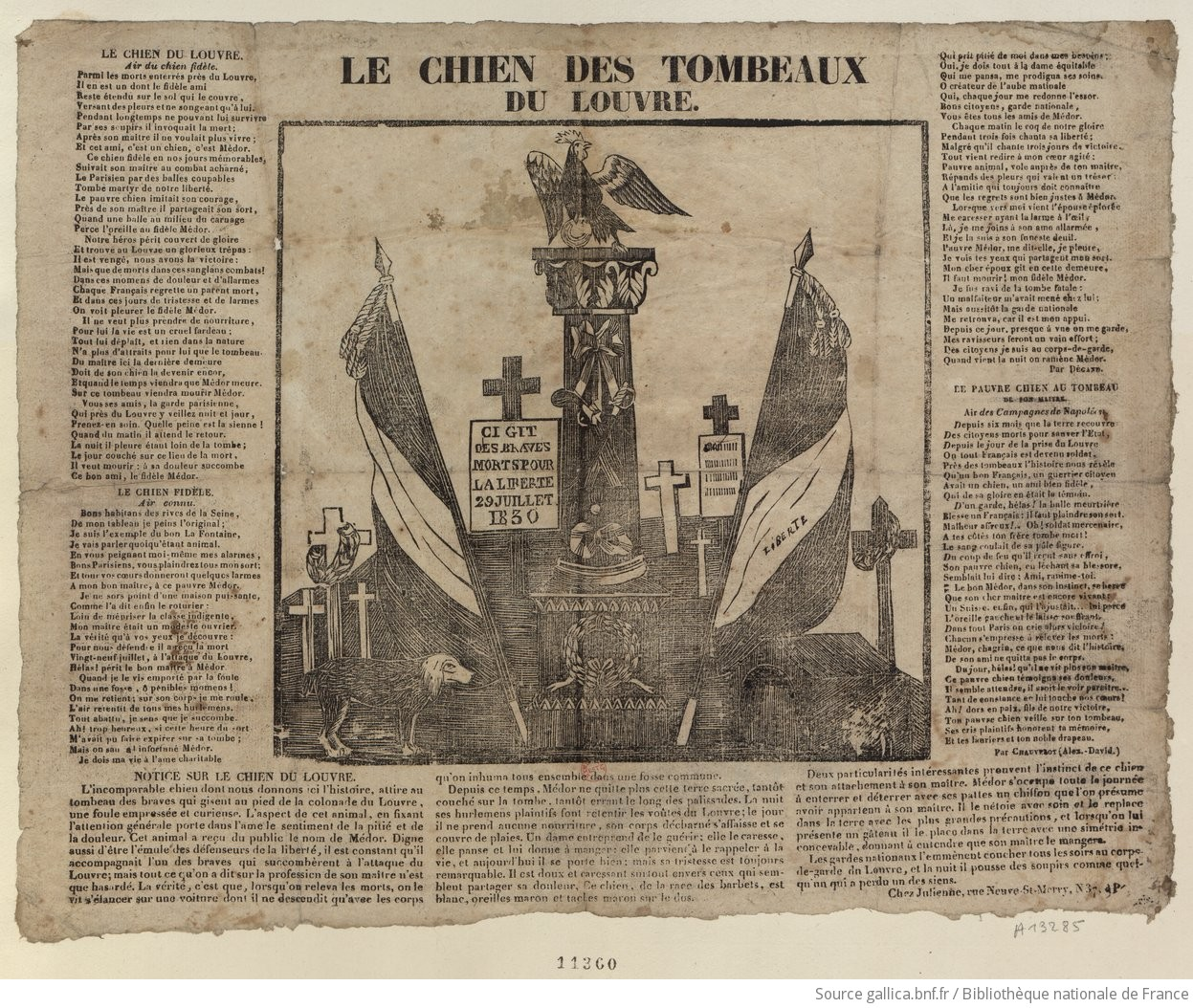
Le chien des tombeaux du Louvre (1830)
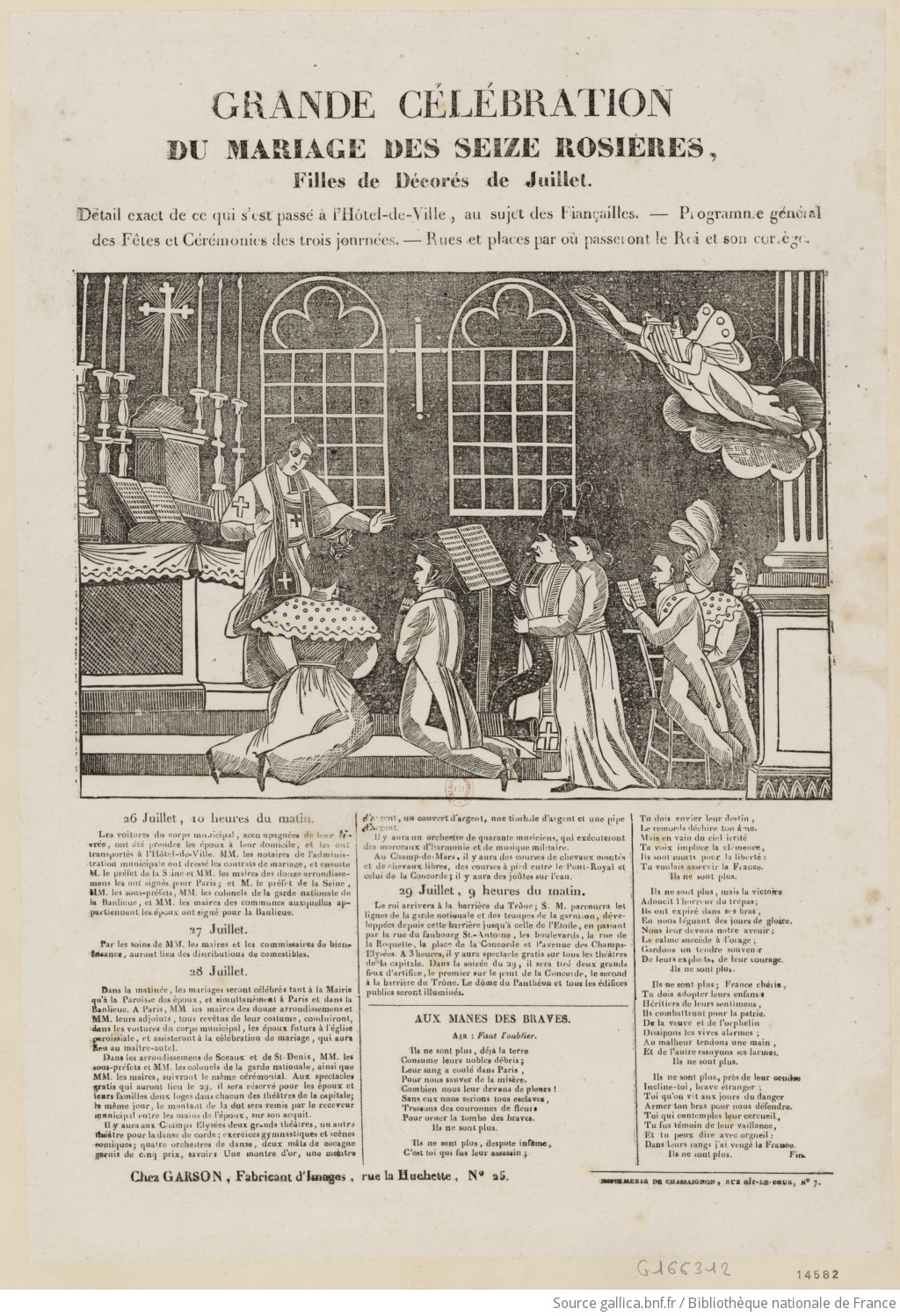
Grande célébration du mariage des seize rosières (1832)
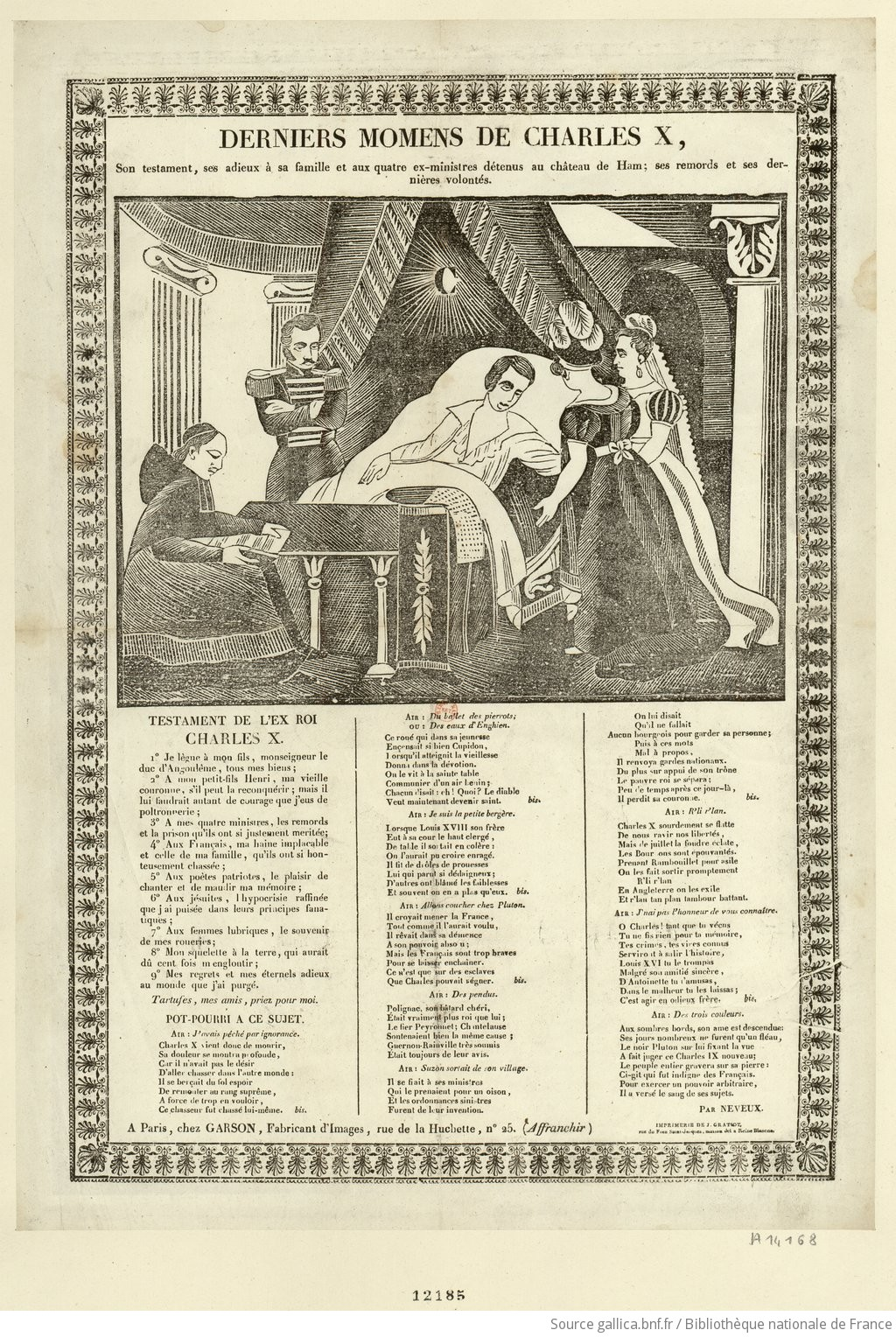
Derniers Momens De Charles X (1833)
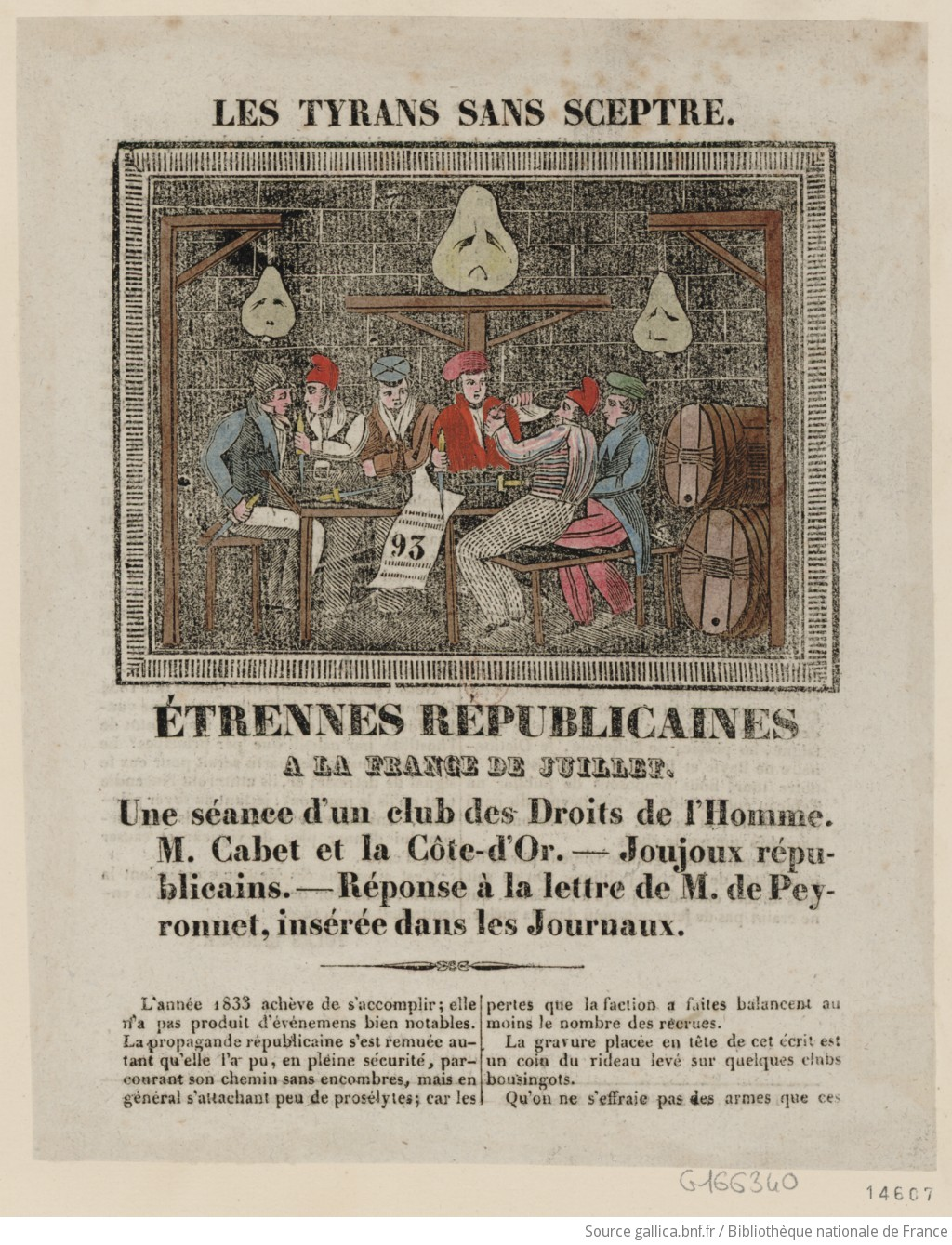
Les Tyrans sans sceptre (1833)
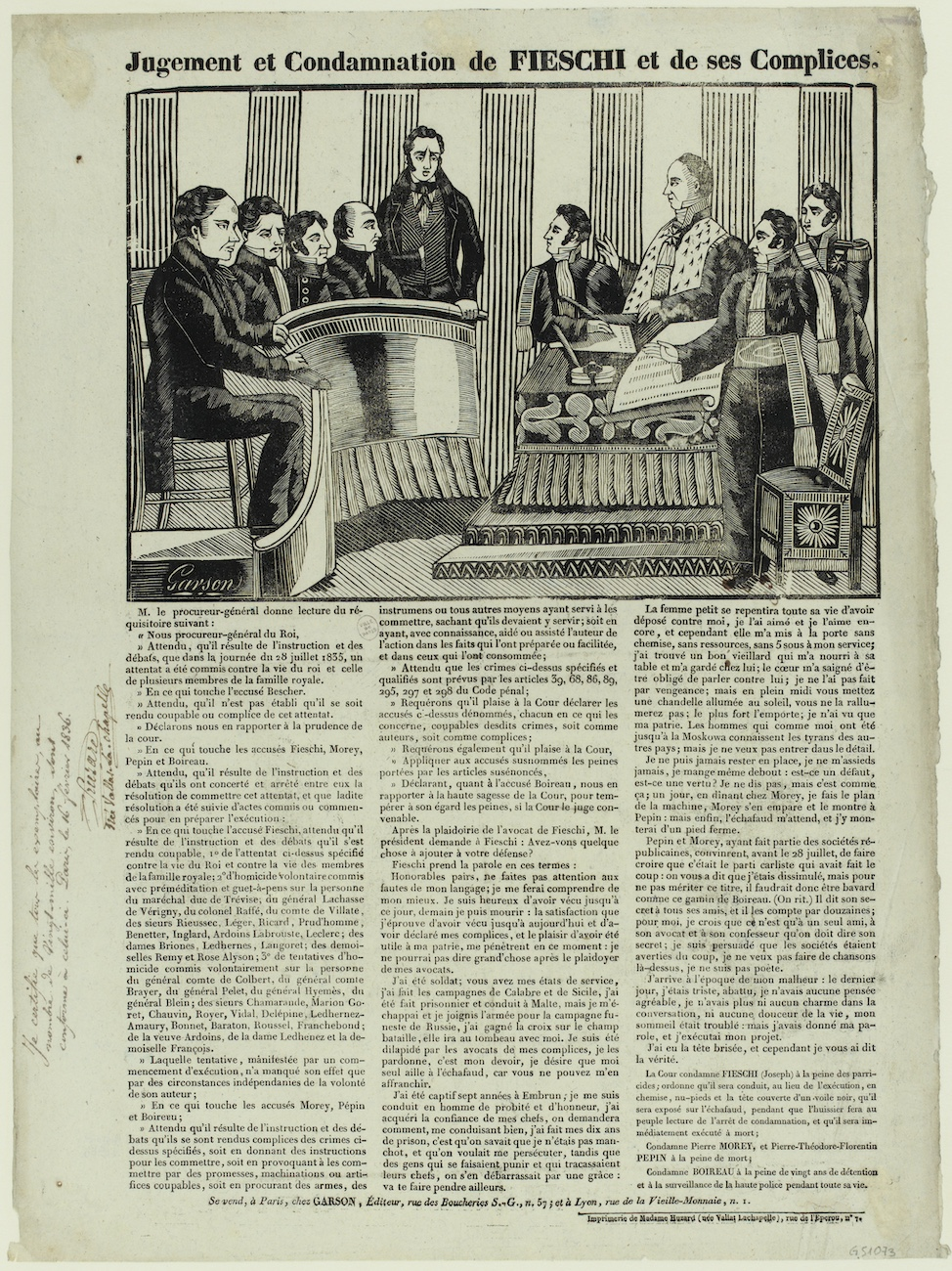
Jugement et condamnation de Fieschi et de ses complices (1836)
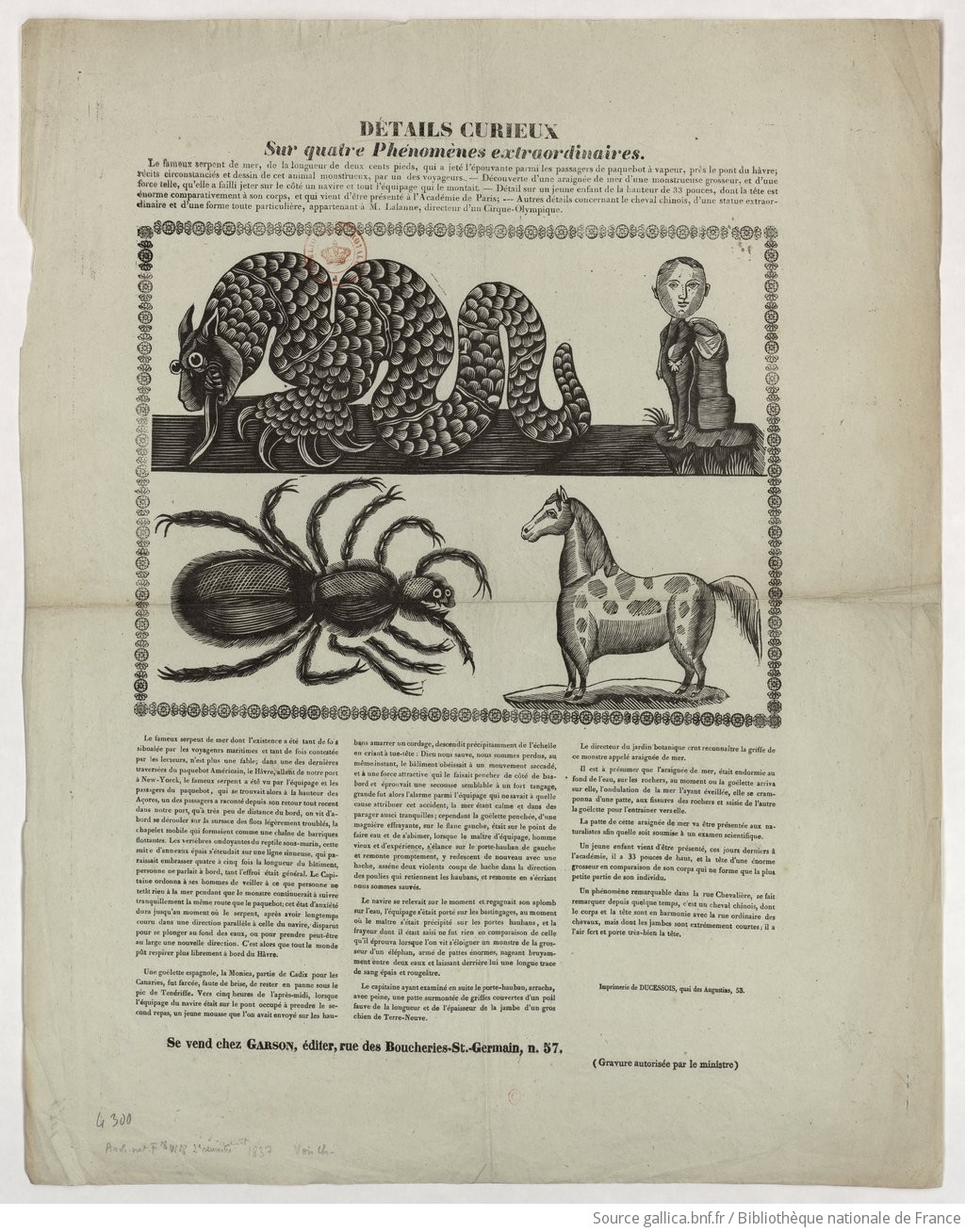
Détails curieux (vers 1837)
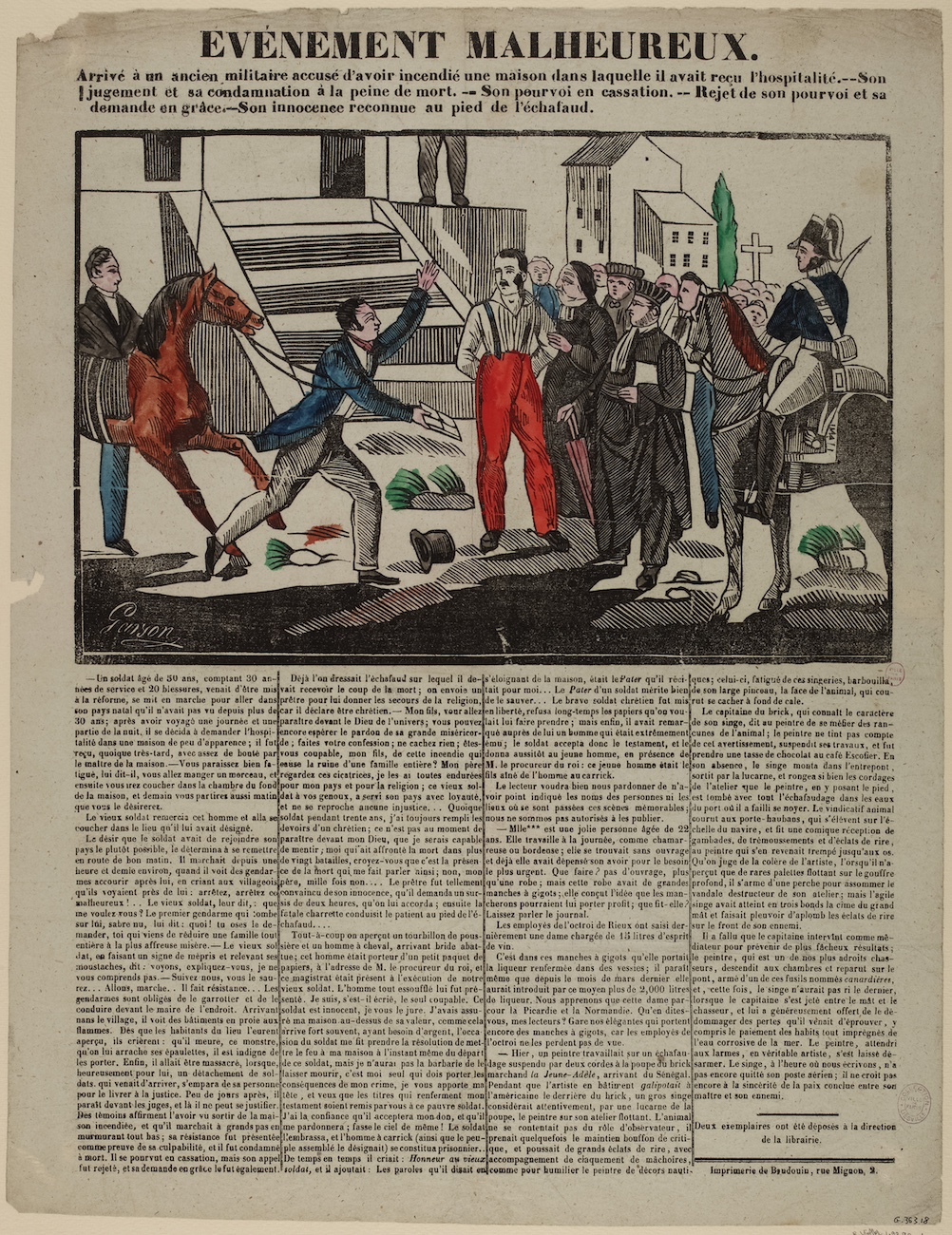
Événement malheureux (1839)
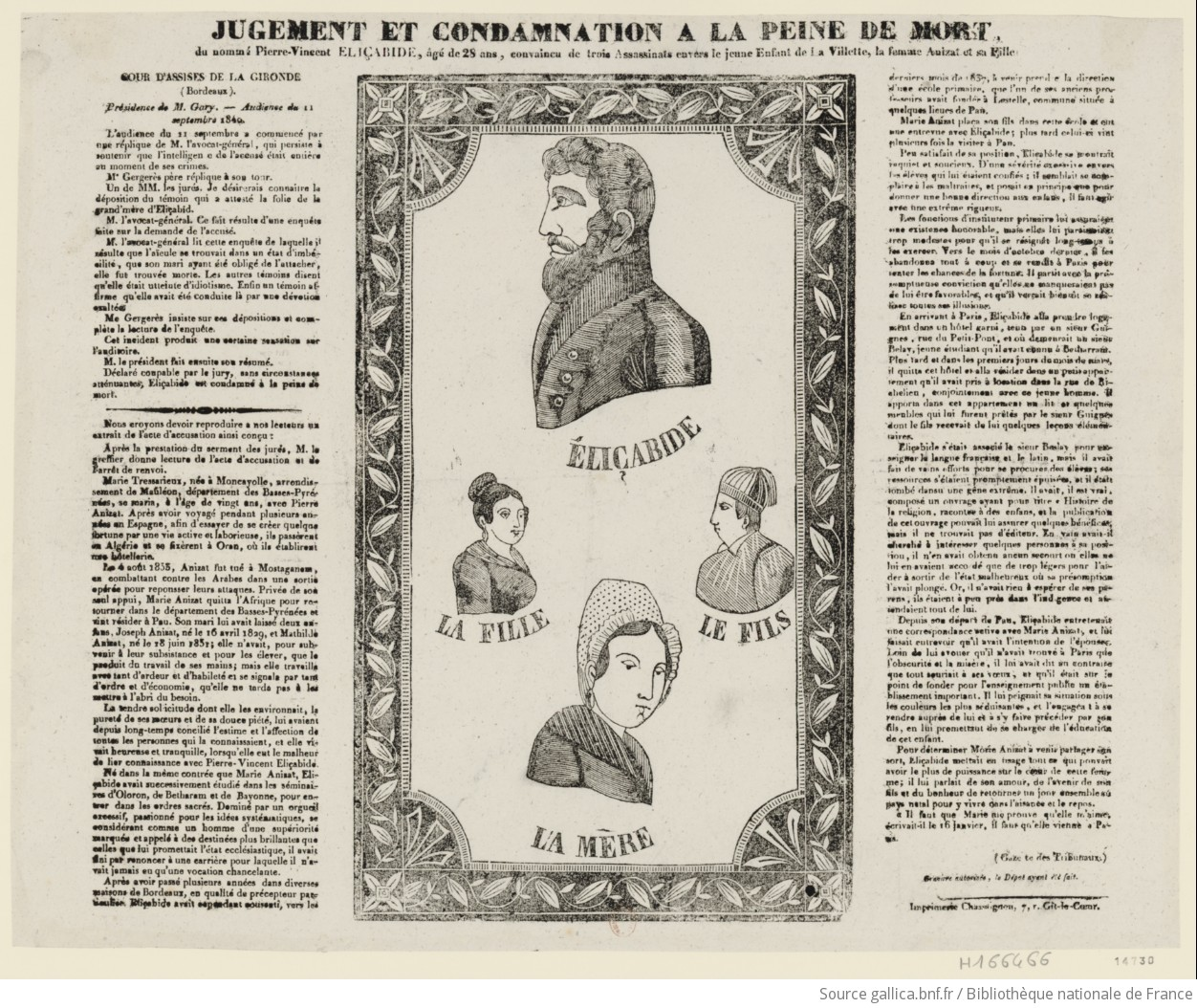
Jugement et condamnation à la peine de mort (1840)